# Vit

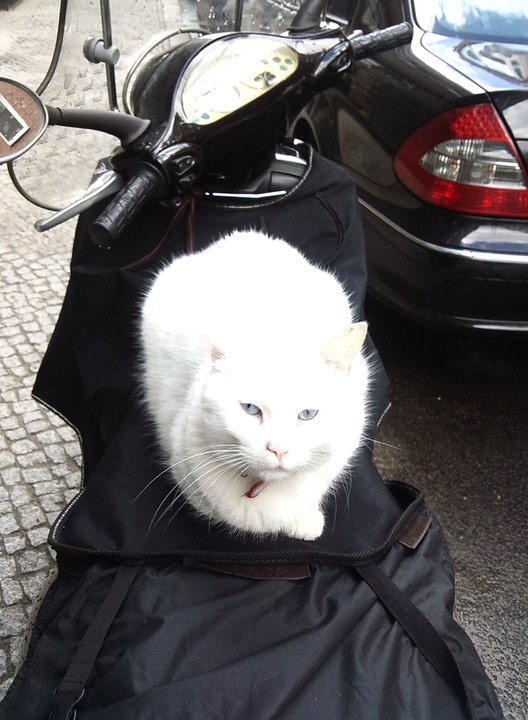
En vit katt som sitter på en moped i Berlin, Tyskland.

Vita färger är mycket ljusa och har ingen eller endast mycket liten dragning mot någon annan färg.

## Vitt som elementarfärg och HTML-färg
I det standardiserade färgbeteckningssystemet NCS är vitt en av sex elementarfärger och har beteckningen W. Bland HTML-färgerna för bildskärmar finns flera vita färger, en av dem hör till de 16 originalfärgerna och dess koordinater visas i boxen till höger.

## Etymologi
Ordet vit har motsvarigheter i många indoeuropeiska språk, och samma eller besläktade ord har också haft betydelserna ljus eller glänsande.

## Vitt ljus och vitt brus
Vitt ljus karaktäriseras av att det innehåller samtliga strålningsvåglängder som kan stimulera vårt synsinne, eller ett antal våglängder så att det visuellt uppfattas likadant som om alla våglängder fanns. Analogt med det kallas signaler som innehåller samtliga (tillgängliga) våglängder för vitt brus.

## Historik

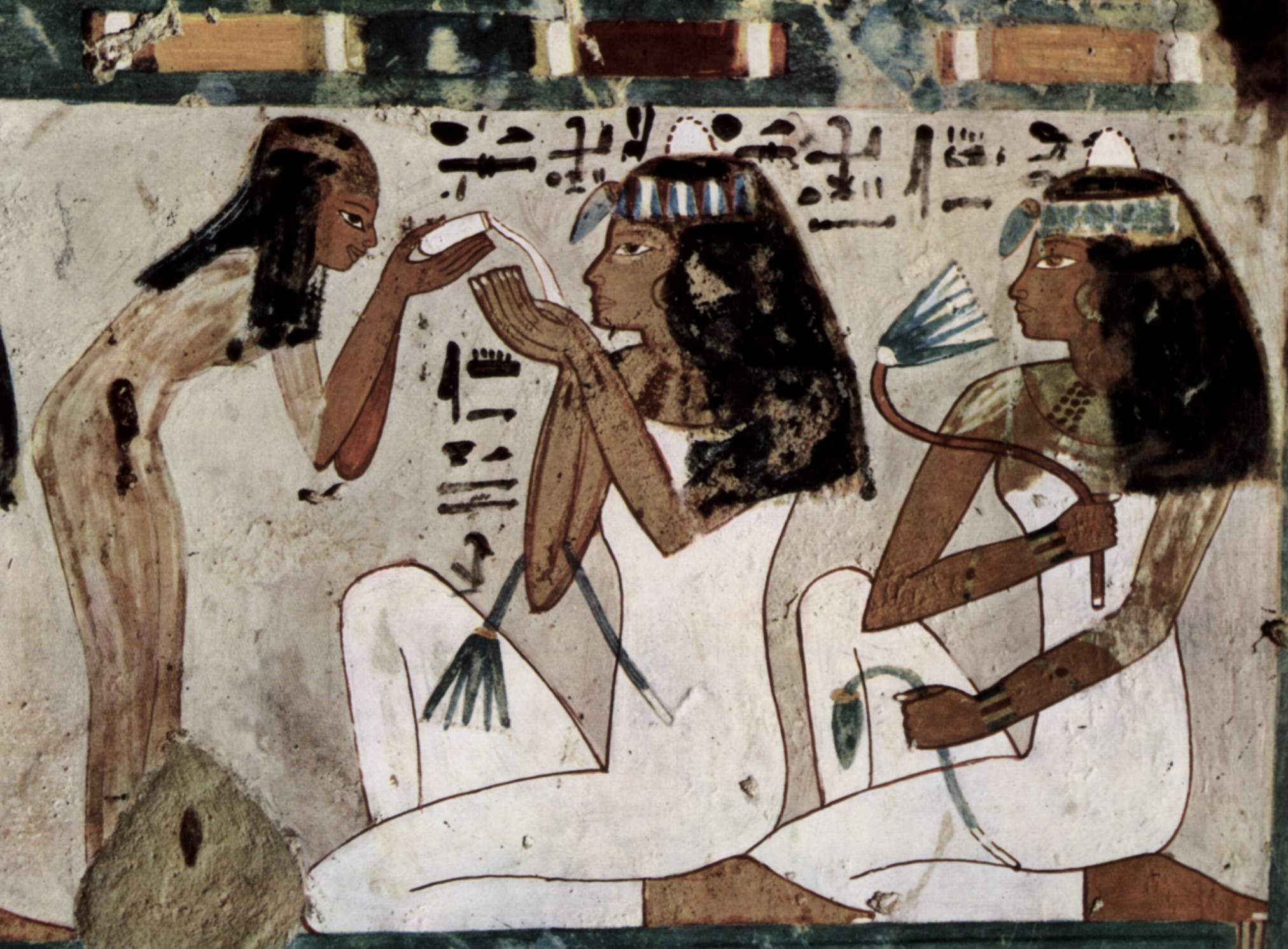
Vitt var länge den givna färgen för kläder, eftersom linnetyg var det normala materialet för kläder och linne länge inte gick att färga.

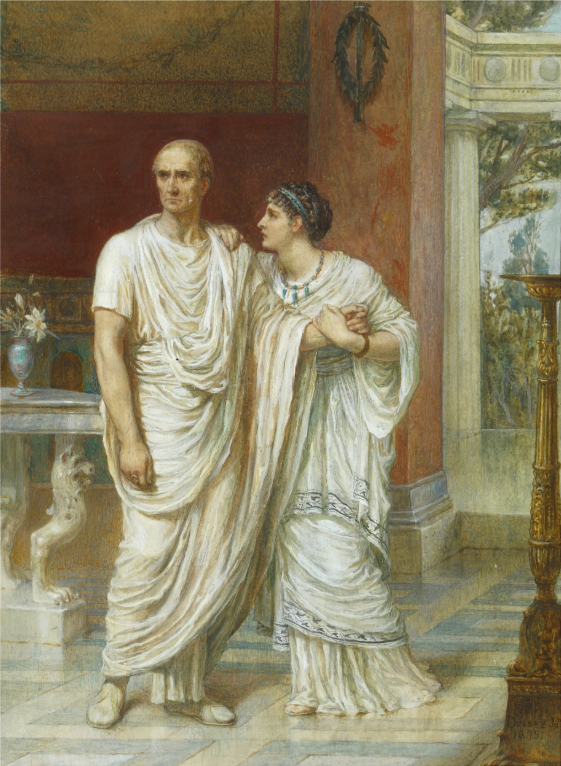
Caesar and Calphurnia - Do not go forth to-day, 1875

### Forntiden och antiken
Rött, vitt och svart var de första tre färgerna som användes av människan för konstnärliga ändamål under den paleolitiska tidsåldern.
Vitt var länge den självklara grundfärgen på kläder, eftersom människors kläder länge var gjorda av linnetyg, som var svårt att färga och tappade färgen vid tvätt och därför fick ha sin naturliga vitfärg. Det var dock skillnad på ofärgat vit, som ofta hade en gråaktig ton, och intensivt färgad vit. Romarna kallade ofärgat vitt för albus och intensivt vit för candidus, en intensiv vit ton som åstadkoms med kalk. 
Antikens greker såg vitt som en positiv färg som symboliserade ljuset i kontrast mot mörkret, och den användes flitigt inom konsten: de fyra huvudfärgerna inom grekiskt måleri var rött, gult, svart och vitt.
I det antika Romerska riket var purpur (lila) färgen för kejsare, rött soldaters färg, vitt prästerskapets, och svart den färg som bars av hantverkare och konstnärer.
En man som kandiderade till ett politiskt ämbete i Rom bar en kritvit toga, toga candida, och vestalerna var kritvita kläder, som symboliserade renhet, kyskhet och lojalitet.

### Medeltiden
Den kristna kyrkan övertog romarnas syn på vitt som en symbol för renhet, självuppoffring och dygd, och kom att bäras av kristna präster och associeras med gudslammet, Agnus Dei.  
I medeltida litteratur var den "svarta riddaren" ofta en mystisk hjälte i förklädnad, den vita riddaren hans visa rådgivare och mentor, den röda riddaren hjältens motståndare, ofta Djävulens riddare, medan den gröna riddaren var en omogen riddare som ännu inte uppnått sin styrka. 
Vitt uppfattades som ett tecken på ödmjukhet och avsägelse av fåfänga eftersom bäraren hade avstått från att färga tyget, och bars av bland annat dominikanorden. Även änkor bar av samma skäl gärna vitt som sorgfärg under medeltiden, en sedvana som franska änkedrottningar bar fram till 1500-talet. 

### Senare tid
Färgen vit kom att associeras med renhet och i förlängningen med flärdfrihet, oskuld och dygd. 
Fram till 1800-talet var linnetyg det enda tyg som var lätt att tvätta, och det var därför det normala materialet till tyg som kom i närmast kontakt med kroppen, så som underkläder, kragar, manschetter, mössor, och sängkläder som lakan och örngott. Före 1800-talet var linnetyg svårt att färga, och vitt var därför dess normala färg. Följden blev att vitt blev den givna färgen i en rad textilier och färgen vitt fick en självklar status. Vitt var färgen för de textilier som behövde tvättas, och skinande vitt blev en färg som associerades med renhet och hygien. Kragar, manschetter och lakan kunde stärkas för att framhäva dess vithet och därmed renhet i både faktisk och karaktärsmässig mening. Ett exempel på denna vithet var den stärkta pipkragen. 
Under rokokon på 1700-talet blev vitt en av de mest populära modefärgerna. Rokokon var pastellfärgernas konstart, och vitt, som kombinerades väl med pastellfärger, var jämsides med rosa och ljusblått en av de mest omtyckta färgerna, och bars av både män och kvinnor, både enfärgat och som bakgrund till blommor och andra mönster, till både kläder och överallt inom konsten, möbler och arkitektur. Under hela 1700-talet sågs vitt som en modefärg som alltid var korrekt. 
När rokokon på 1780-talet övergick i nyklassicism kom vitt att gradvis bli den totalt dominerande modefärgen. Linne blev nu det främsta modetyget för kvinnor och antikens vita draperingar idealet. Vitt var under 1790-talet den nästan obligatoriska färgen för en kjol eller klänning. Denna bars då till en jacka eller andra associerar i mer intensiv färg som rött eller svart. 
Vitt fortsatte vara en populär färg för damkläder under 1800-talet. Vitt sågs som en färg som skulle bäras av unga ogifta kvinnor som symbol för oskuld, och skulle då inte bäras av en gift kvinna. Drottning Viktoria bar en vit brudklänning vid sitt bröllop 1840, och det blev då slutgiltigt den självklara modefärgen för en brudklänning, i det fall bäraren hade råd att köpa en brudklänning som inte skulle bäras igen efter bröllopet. 
Denna typ av symbolik dröjde kvar 1800-talet ut.

## Associationer och symbolisk innebörd
Vitt är den allra ljusaste färgen, något som gör den speciell och förknippad med en mängd associationer, föreställningar och symboliska betydelser. Men även om denna symbolik utgår från allmänmänskliga upplevelser så kan färgens innebörd tolkas mycket olika i olika kulturer, och även i olika sammanhang inom en och samma kultur. Den enskilda personens associationer är dessutom alltid personliga. När det gäller färgers fysiologiska och psykologiska påverkan på människor finns det stora kunskapsluckor och mycket litet är vetenskapligt belagt. Trots detta presenteras omstridda resultat ofta som fakta, och både bland allmänheten och professionella färgsättare florerar mängd myter och faktoider som forskare inom området inte kan bekräfta.
Inom den protestantiska Svenska kyrkan symboliserar den vita färgen renhet, helighet och oskuld och används vid glädjehögtider. I flera asiatiska kulturer är vitt i stället symbolen för  sorg.
I den antika temperamentsläran som kopplar samman färger med kroppsvätskor står vitt för slem och ett flegmatiskt, trögt och svårrörligt temperament.
Inom äldre kinesisk kultur associerades vitt med metall av de fem grundläggande elementen och med väst av riktningarna.
Vit färg kontrasterar mot svart, den mörkaste färgen, och kontrasten vit–svart används ofta både konkret och metaforiskt. I många spel för två personer, som schack och dam, ges de båda spelarna färgerna svart och vit. I svenska språket används bildliga hänvisningar till vitt i flera betydelser som anknyter till oskuld och renhet, till skillnad från det svarta som antyder motsatsen. Några exempel är laglighet (vita jobb), nykterhet och drogfrihet (vit vecka). 
I krig är en vit flagga (parlamentärflagga) ett tecken på att man ger upp och överlämnar sig till fienden. Detta är fastslaget i 1907 års Haagkonvention, artikel 32.
Vit har även använts i betydelsen kontrarevolutionär. Uttrycket kan härledas till fransk historia där det talas om två perioder av vit terror, först 1795 som en reaktion mot franska revolutionen 1789, och sedan 1815 när kungahuset Bourbon återinsattes efter Napoleons fall. Färgen vit syftade då på kungahusets vita fanor men har sedan fått motsvarande innebörd i flera andra sammanhang, som i exempelvis uttrycken vita arméer och vit terror under inbördeskrigen i Finland och Ryssland på 1910- och 1920-talen och vit terror i Ungern och Kina på 1920-talet.

## Galleri

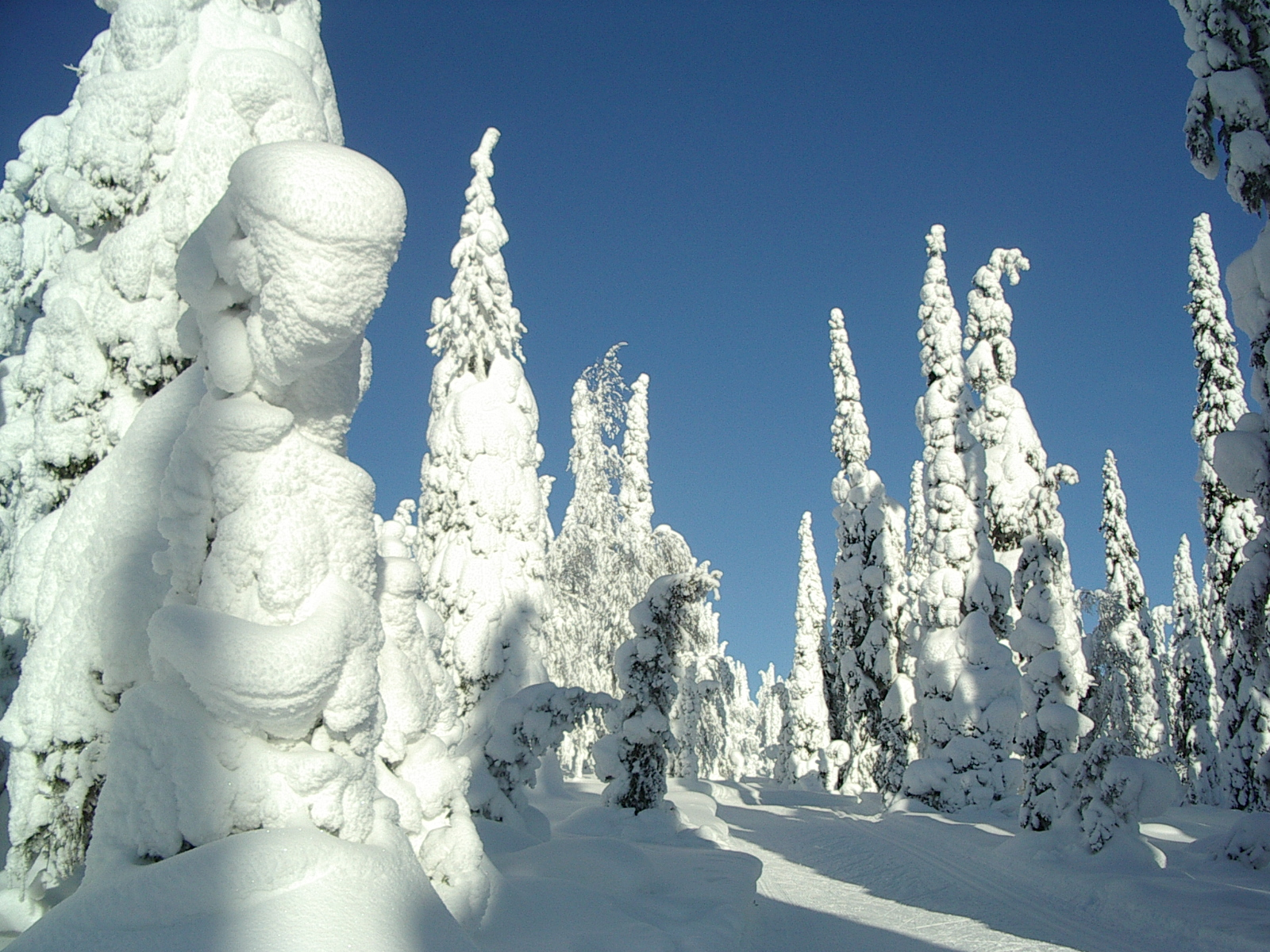
Snow-covered fir trees
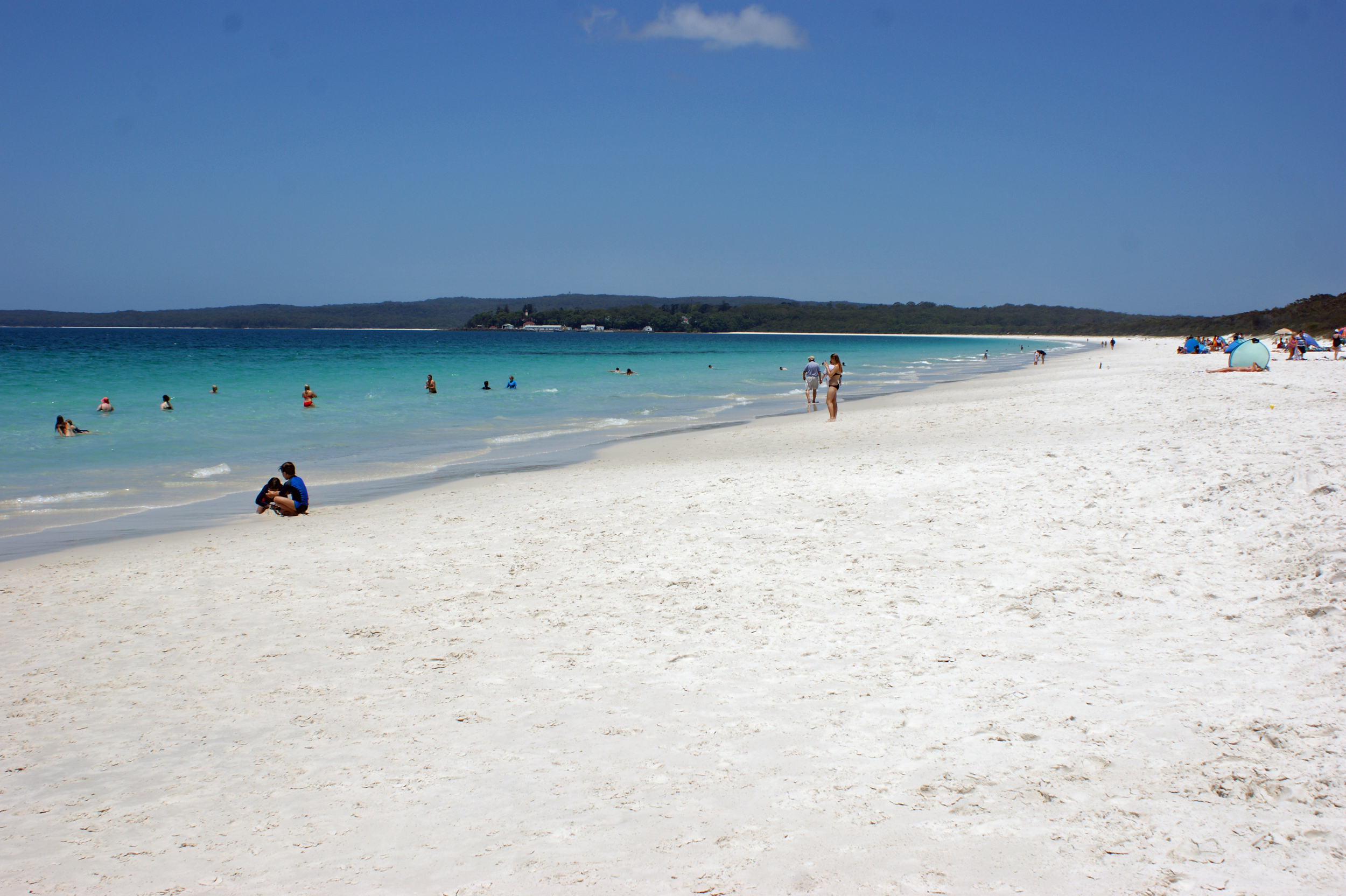
Hyams Beach 002
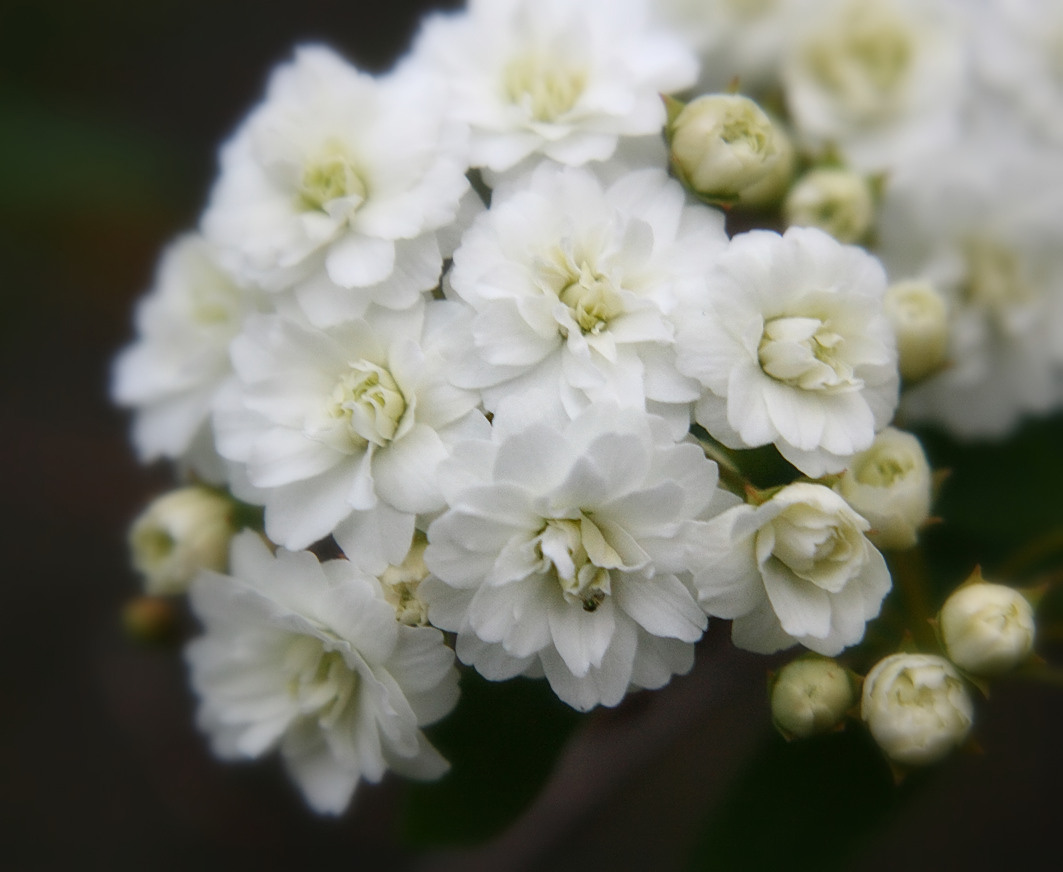
Blossoming (1202829000)
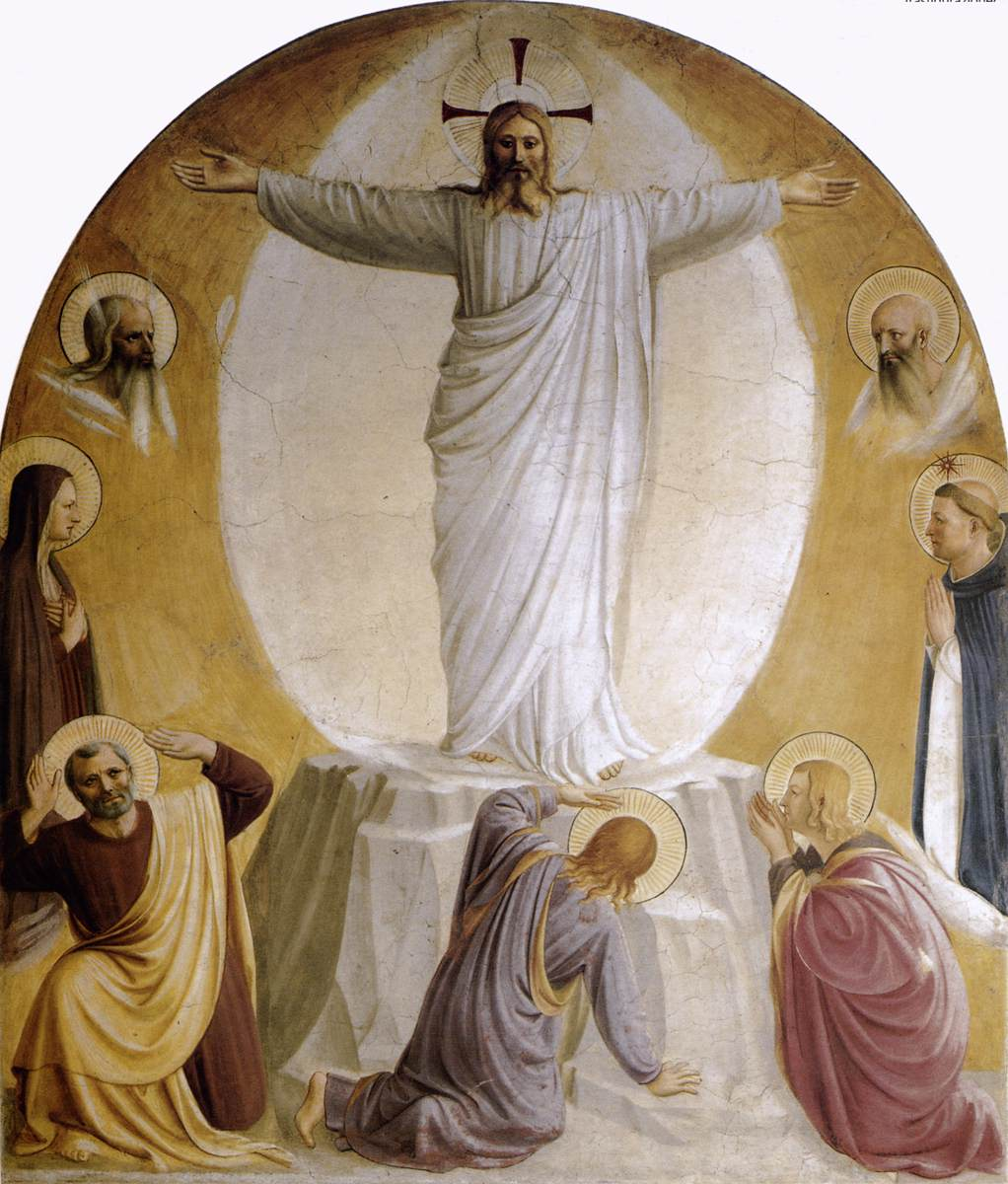
Transfiguration by fra Angelico (San Marco Cell 6)
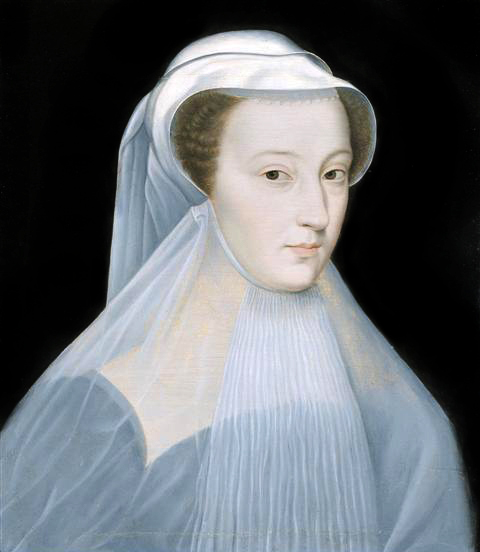
Mary Queen of Scots in mourning
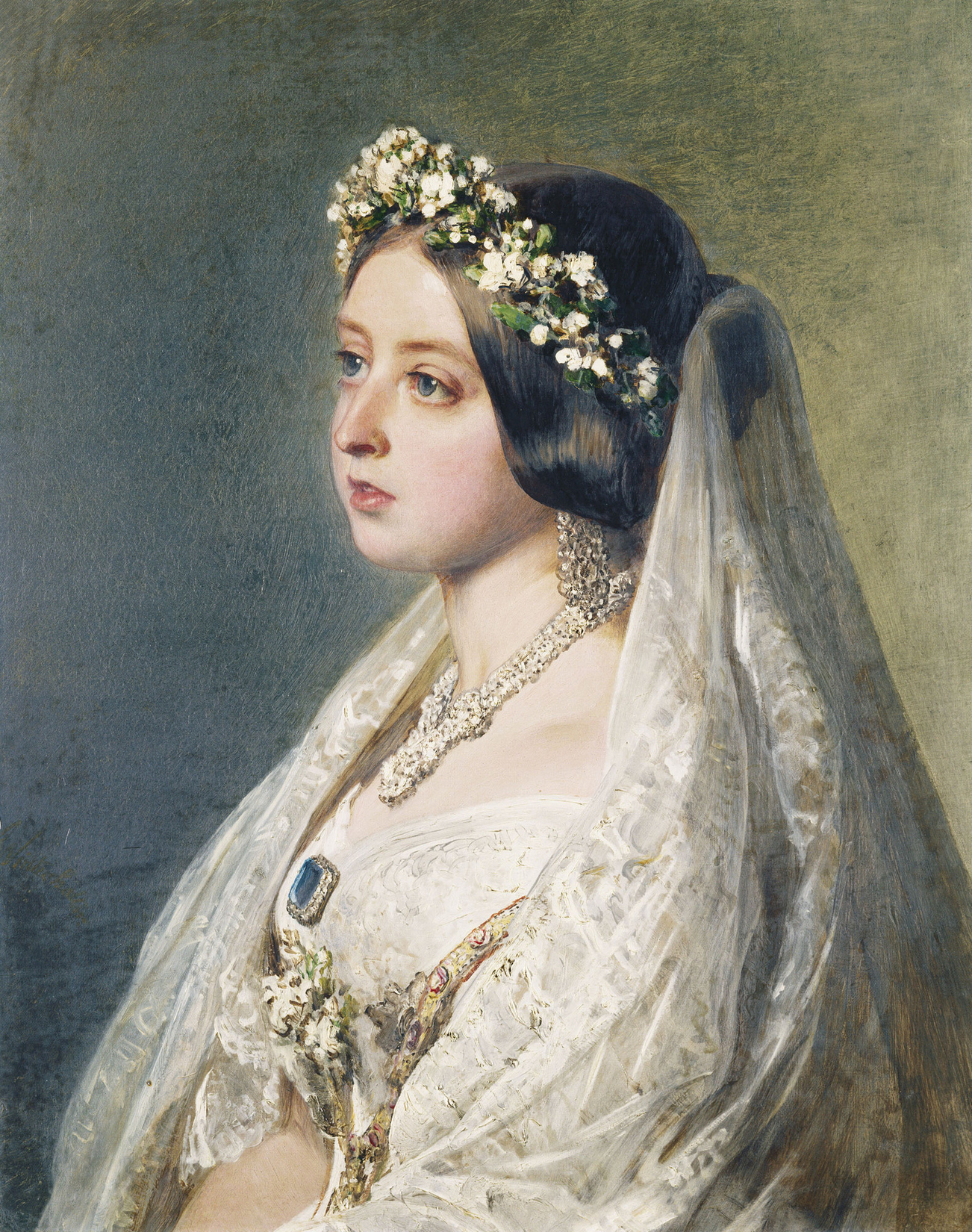
Franz Xaver Winterhalter (1805-73) - Queen Victoria (1819-1901) - RCIN 400885 - Royal Collection